# Janowiec (powiat żagański)
Janowiec – wieś w Polsce położona w województwie lubuskim, w powiecie żagańskim, w gminie Małomice.
W latach 1975–1998 miejscowość administracyjnie należała do województwa zielonogórskiego.

## Historia
Osada powstała przy dawnym Niskim Trakcie, na granicy księstw żagańskiego i głogowskiego. Od 1324 do 1593 należała do rodu von Nechern, a następnie została przyłączona do dóbr małomickich.

## Demografia
Liczba mieszkańców miejscowości w poszczególnych latach:
| Rok  | Ilość mieszkańców |
| ---- | ----------------- |
| 1998 | 299               |
| 2002 | 296               |
| 2009 | 304               |
| 2011 | 286               |
| 2021 | 271               |

## Zabytki
- Zamek graniczny Janowiec